# Codex Squarcialupi
Le Codex Squarcialupi (Florence, Bibliothèque Laurentienne, Med. Pal. 87) est un manuscrit enluminé composé à Florence, en Italie, au début du XVe siècle. C'est la première source d'information sur la musique du XIVe siècle italien, le trecento (aussi connue comme musique de l'Ars nova).

## Description
Le Codex est constitué de 216 folios en parchemin, classés par compositeur, un portrait richement enluminé d'or, de rouge, de bleu et de pourpre figurant en tête de la section consacrée à chacun des compositeurs. Le manuscrit est en bon état et les compositions sont complètes. Le Codex comprend 146 pièces de Francesco Landini, 37 de Bartolino da Padova, 36 de Niccolò da Perugia, 29 de Andrea da Firenze, 28 de Jacopo da Bologna, 17 de Lorenzo da Firenze, 16 de Gherardello da Firenze, 15 de Donato da Cascia, 12 pieces de Giovanni da Cascia, 6 de Vincenzo da Rimini ainsi que de plus petites pièces par d'autres auteurs. 16 folios restés vierges étaient destinés à la musique de Paolo da Firenze puisqu'ils sont ainsi étiquetés et que son portrait y figure. Les chercheurs s'accordent à penser que la musique de celui-ci n'était pas prête à l'époque où le manuscrit fut composé puisque le musicien était absent de Florence jusqu'en 1409. Une autre section est indiquée pour Giovanni Mazzuoli et ne contient pas de musique.
Les manuscrits ont probablement été réalisés au couvent Sainte-Marie-des-Anges de Florence, probablement vers 1410 - 1415. On a longtemps pensé que Paolo da Firenze avait participé à la supervision du Codex ou qu'il était membre de la famille qui l'avait commandité parce que le même sceau d'une famille inconnue apparaît sur le premier folio du manuscrit et sur la page où figure son portrait. De récentes découvertes relatives à la vie, et en particulier aux finances de Paolo, indiquent cependant qu'il est improbable qu'il ait participé au financement du manuscrit. Le Codex a appartenu au célèbre organiste Antonio Squarcialupi au milieu du XVe siècle - d'où son nom - puis à son neveu et passa dans la succession de Giuliano di Lorenzo de' Medici qui l'offrit à la Biblioteca Palatina au début du XVIe siècle. La Bibliothèque Laurentienne l'a finalement acquis à la fin du XVIIIe siècle.
Le premier folio du Codex indique : Ce livre appartient à Antonio di Bartolomeo Squarcialupi, organiste de Santa Maria del Fiore. Des poèmes humanistes à la gloire de Squarcialupi ont été ajoutés ultérieurement sur les pages suivantes.
Toutes les compositions recensées dans le Codex sont des chansons profanes en italien : ballate, madrigaux du Trecento et des cacce : Il y a en tout 353 compositions que l'on peut dater de la période allant de 1340 à 1415. On remarque l'absence d’œuvres de Johannes Ciconia, un européen du nord installé en Italie, et d'Antonio Zacara da Teramo qui y est pourtant représenté.

## Discographie
- O tu cara sciença mia musica. Œuvres du Codex Squarcialupi - Ensemble Tetraktys (2005, Olive Music 007). (Fiche sur medieval.org)